# Cantone di Saint-Jeoire
Il Cantone di Saint-Jeoire era un cantone francese dell'arrondissement di Bonneville.
A seguito della riforma approvata con decreto del 13 febbraio 2014, che ha avuto attuazione dopo le elezioni dipartimentali del 2015, è stato soppresso.

## Composizione
Comprendeva i comuni di:
- Mégevette
- Onnion
- Saint-Jean-de-Tholome
- Saint-Jeoire-en-Faucigny
- La Tour
- Ville-en-Sallaz
- Viuz-en-Sallaz